# خاموشی (فیلم ۲۰۲۲)
خاموشی (به انگلیسی: Blackout) یک فیلم دلهره‌آور، جنایی و اکشن آمریکایی آماده اکران به کارگردانی سم ماکارونی با بازی جاش دوهامل، ابی کورنیش، عمر چاپارو و نیک نولتی است.

## بازیگران
- جاش دوهامل در نقش قابیل[۱]
- ابی کورنیش در نقش آنا
- نیک نولتی در نقش ایتان مک کوی
- عمر چاپارو
- باربارا د رگیل
- خوزه سفامی
- هرنان دل ریگو

## تولید
فیلم‌برداری اصلی در مکزیکو سیتی در تاریخ ۵ نوامبر سال ۲۰۲۰ آغاز شد.